# Postfix (computerprogramma)
Postfix is een open source mailserver (mail transfer agent), een computerprogramma voor het versturen van e-mail. Het is vanuit een security- en beheeroogpunt opgezet om een veiliger en beter beheersbaar alternatief te bieden voor veelgebruikte Sendmail, dat lastig te onderhouden is en bovendien veel hinder bleek te ondervinden van talloze security-lekken. Naast security is Postfix ook ontworpen om grote hoeveelheden e-mail snel te verwerken. Het onderhoud aan deze krachtige e-mailserver is - vergeleken met Sendmail - eenvoudig uit te voeren.
Voorheen heette Postfix VMailer en IBM Secure Mailer, het programma is oorspronkelijk geschreven door Wietse Venema tijdens zijn werk voor IBM in 1997. Tot op heden wordt de software actief onderhouden en uitgebreid. Het wordt standaard geleverd op diverse Linuxdistributies, bijvoorbeeld het populaire Ubuntu. Zelfs de commerciële IT-industrie heeft Postfix ontdekt en zet deze opensource-mailserver soms in ten behoeve van commerciële oplossingen. Zo wordt Postfix door bijvoorbeeld Kopano (een populair opensource alternatief voor Microsoft Exchange) als standaard Mail Transfer Agent aanbevolen.